# Coyotes de Santurtzi 2016
Questa voce raccoglie le informazioni riguardanti i Coyotes de Santurtzi nelle competizioni ufficiali della stagione 2016.

## LNFA Serie B 2016

### Stagione regolare
Incontri non ordinati cronologicamente.

| 2016 | L'Hospitalet Pioners | 40 – 7 | Coyotes de Santurtzi |  |

| 2016 | Coyotes de Santurtzi | 6 – 23 | Barcelona Búfals |  |

| 2016 | Barcelona Búfals | 29 – 10 | Coyotes de Santurtzi |  |

| 2016 | Coyotes de Santurtzi | 0 – 23 | L'Hospitalet Pioners |  |

| 2016 | Coyotes de Santurtzi | 8 – 14 | Barcelona Búfals |  |

## Statistiche di squadra
| Competizione      | %Vittorie | In casa | In casa | In casa | In casa | In casa | In casa | In trasferta | In trasferta | In trasferta | In trasferta | In trasferta | In trasferta | Totale | Totale | Totale | Totale | Totale | Totale |
| Competizione      | %Vittorie | G       | V       | N       | P       | Pf      | Ps      | G            | V            | N            | P            | Pf           | Ps           | G      | V      | N      | P      | Pf     | Ps     |
| ----------------- | --------- | ------- | ------- | ------- | ------- | ------- | ------- | ------------ | ------------ | ------------ | ------------ | ------------ | ------------ | ------ | ------ | ------ | ------ | ------ | ------ |
| Stagione regolare | .000      | 3       | 0       | 0       | 3       | 14      | 60      | 2            | 0            | 0            | 2            | 17           | 69           | 5      | 0      | 0      | 5      | 31     | 129    |
| Totale            | .000      | 3       | 0       | 0       | 3       | 14      | 60      | 2            | 0            | 0            | 2            | 17           | 69           | 5      | 0      | 0      | 5      | 31     | 129    |